# Metaxya rostrata
Metaxya rostrata là một loài dương xỉ thuộc họ Metaxyaceae. Loài này đặc trưng bởi lá lược dài 1–2 m.

## Phân bố
Metaxya rostrata được tìm thấy tại cả 5 vùng tự nhiên của Colombia.